# 1942年臺灣
|        | 臺灣歷史 \| 台灣歷史年表 |
| 世纪： | 19世纪臺灣 \| 20世纪臺灣 \| 21世纪臺灣 |
| 年代： | 1910年代臺灣 \| 1920年代臺灣 \| 1930年代臺灣 \| 1940年代臺灣 \| 1950年代臺灣 \| 1960年代臺灣 \| 1970年代臺灣                                           |
| 年份： | 1937年臺灣 \| 1938年臺灣 \| 1939年臺灣 \| 1940年臺灣 \| 1941年臺灣 \| 1942年臺灣 \| 1943年臺灣 \| 1944年臺灣 \| 1945年臺灣 \| 1946年臺灣 \| 1947年臺灣 |
| 纪年： | 壬午年（马年）、日本昭和17年 |

## 政府

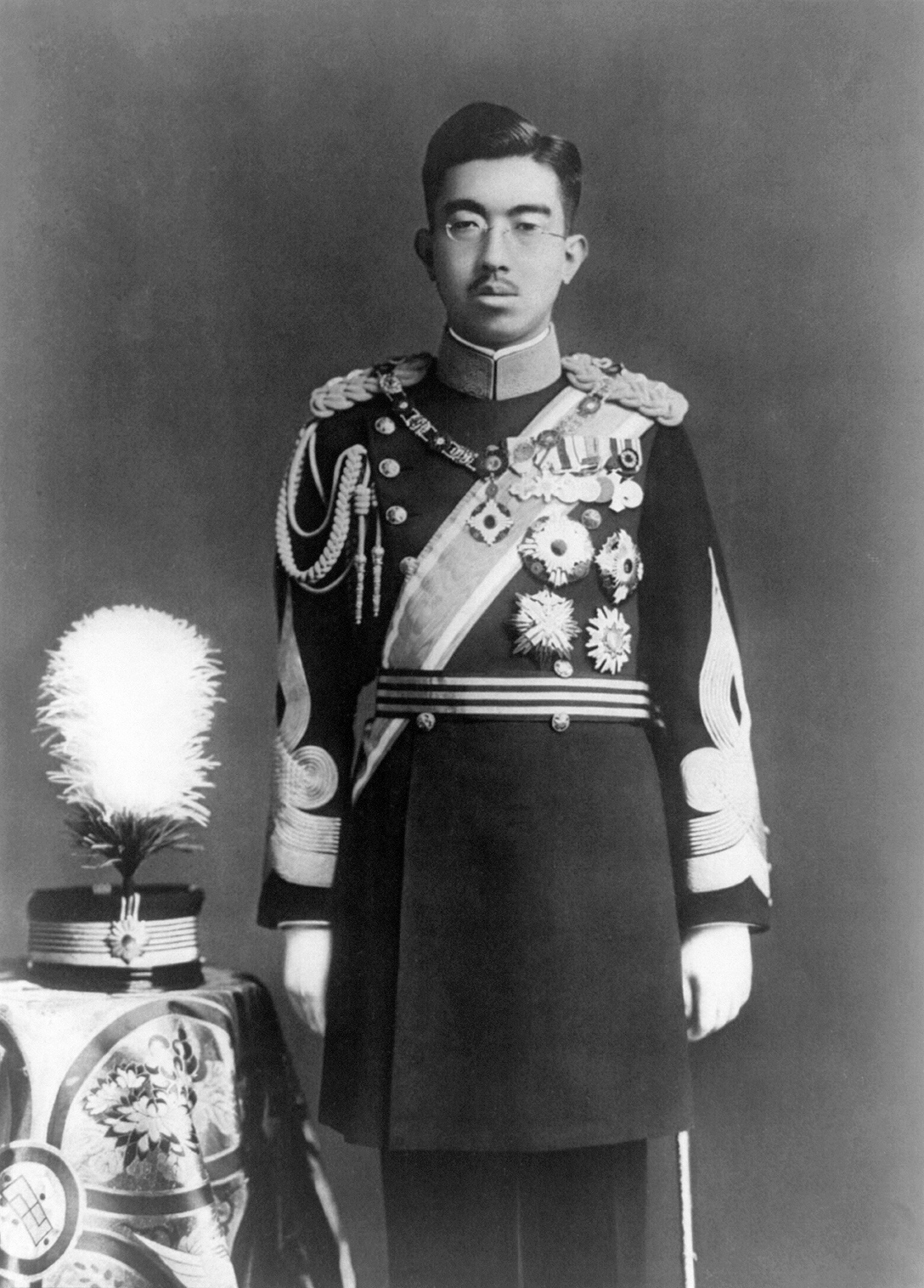
天皇：昭和天皇
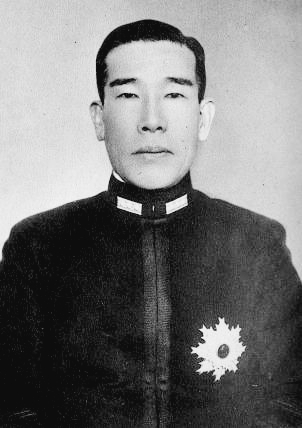
臺灣總督：長谷川清
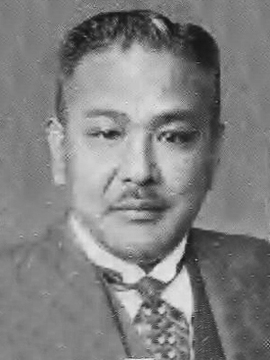
總務長官：齋藤樹

## 大事記

### 1月
- 1月22日——臺灣總督府發表「行政處理戰時態勢化要綱」[1]:1341。

### 2月
- 2月21日——臺北市1941年底人口為36萬7,000餘人[1]:1342。

### 3月
- 3月21日——臺南、永康間鐵路複線完成[1]:1342。

### 4月
- 4月4日——臺灣奉公壯年團成立[1]:1342。

### 5月
- 5月2日——大日本製糖株式會社決定北部糖業合理化之方針[1]:1342。

### 6月
- 6月13日——臺灣總督府公布「企業整備令施行規則」，自公布之日起施行[1]:1342。

### 7月
- 7月4日——臺灣總督府制定最低工資[1]:1342。

### 8月
- 8月22日——日本陸軍省發表在臺灣設立俘虜收容所[1]:1343。

### 9月
- 9月22日——高雄爆發霍亂流行，投入230萬圓新設大檢疫所[1]:1343。

### 10月
- 10月17日——臺灣總督府公布「戰時海運統制法」[1]:1343。

### 11月
- 11月1日——日本政府新設大東亞省，並公布修正「臺灣總督府官制」，使日、臺行政趨於一致[1]:1343。

### 12月
- 12月11日——朝鮮李王垠訪台，19日離台[2]。
- 12月17日——高砂義勇隊出發前往菲律賓；太平洋戰爭初期，日軍閃電攻占南太平洋美、英、荷殖民地，因以點占領為主，為鞏固占領區，並延伸統治面，需大量動員兵力，便開始徵調擅長高山叢林戰之臺灣原住民，編組高砂義勇隊，前往菲律賓作戰[1]:1343。

## 出生
参见： 1942年出生
- 1月11日——張子源，政治人物。曾任臺中市市長、中國石油股份有限公司董事長。（2010年逝世）
- 1月14日——張步桃：中醫師。
- 1月29日——廖繼魯：政治人物，曾任台中市議員。
- 2月1日——林文雄：政治人物，曾任台南市市長。
- 2月3日——張昭雄，醫界及政治人物。曾任長庚大學校長，2000年總統選舉與宋楚瑜搭檔。
- 2月6日——吳祥木：棒球教練。
- 2月15日——鄭丁旺：會計學家，曾任國立政治大學校長。
- 2月17日——楊仁壽，法官。曾任司法院大法官與最高法院院長。
- 2月19日——邱正雄：經濟學家、政治人物，曾任行政院副院長、財政部部長、中央銀行副總裁、永豐銀行董事長、國立台灣大學經濟學系兼任教授。
- 2月25日——劉重次：程式設計師，是嘸蝦米輸入法發明人。
- 3月4日——高信義：醫師，是米糠油事件揭發者。
- 3月16日——宋楚瑜，政治人物。首任民選臺灣省長，現為親民黨主席。生於中華民國湖南省湘潭縣。
- 3月17日——王信：攝影師。
- 3月20日——尤清：政治人物、律師，曾任監察委員、立法委員、台北縣縣長、駐德代表。
- 3月28日——陳主稅：作曲家、小提琴家。
- 4月3日——莊永明：會計師、文史工作者。
- 4月5日——劉銓忠：政治人物，曾任立法委員。
- 4月26日——游淮銀：政治人物、金融家，是富隆證券創辦人，曾任立法委員、財政部財稅中心管理師、新光證券總經理。
- 5月5日——黃宗樂：法學家。
- 5月31日——林政義：政治人物，曾任立法委員。
- 6月17日——石英：演員。
- 6月19日——張慶惠：教師、政治人物，是魏廷朝之妻、魏筠之母，曾任立法委員、國民大會代表、內壢國中教師。
- 6月26日——林宗男：政治人物，是林耘生之父，曾任南投縣縣長。
- 7月1日——楊進添：政治人物，曾任中華民國總統府秘書長、外交部部長、駐澳代表、駐印尼代表。
- 7月7日——張世良：政治人物，是張承中之父，曾任立法委員。
- 7月9日——陳秋盛：指揮家，曾任台北市立交響樂團團長。
- 7月21日——張福興，政治人物。曾任花蓮縣長。（2003年逝世）
- 7月24日——張帝，歌手、節目主持人。出生於中國青島市。
- 8月26日——黃昭凱，南都電台創辦人、主持人。（2024年逝世）
- 8月29日——鄭昆吉：棒球教練。
- 9月1日——許正雄：黑道人物，現已剃度出家，法號「湛空」。
- 9月5日——周昌弘：植物學家。
- 9月8日——賴明詔：病毒學家，曾任中央研究院副院長、國立成功大學校長。
- 9月19日——楊榮華：自由車運動員。
- 9月22日——李文雄：生物學家。
- 9月24日——萬重山：演員。
- 9月26日——邱茂德：水利工程學家。
- 9月28日——吳慶堂：出版家、補教數學老師，是慶堂出版社創辦人，也是新榮高中創辦人之一，曾任治平高中董事長、啟英高中董事長。
- 9月29日——邱茂男：政治人物，是邱議瑩之父，曾任台灣省議員、台灣省諮議員、屏東市市長。
- 10月3日——葉耀鵬：政治人物、律師，曾任監察委員、立法委員。
- 10月5日——張博雅，醫師、政治人物。曾任嘉義市市長、衛生署長，曾任監察院院長。
- 10月10日——朱國瑞：物理學家。
- 10月11日——王振義：作曲家、鋼琴家、音樂學家。
- 11月4日——陳邦治：軍事人物。
- 11月5日——何金松：政治人物，曾任立法委員、嘉義縣議員。
- 11月14日——吳炫三，畫家、雕塑家。
- 11月15日——林義夫：政治人物，曾任中華民國經濟部部長。
- 11月17日——楊富美：政治人物，是高資敏之妻，曾任立法委員。
- 11月20日——范振宗：政治人物，曾任國策顧問、農業委員會主任委員、新竹縣縣長。
- 11月27日——張炫文：作曲家、音樂學家。
- 11月30日——劉邦友，政治人物。曾任桃園縣縣長，任內遭槍殺，至今仍未破案。（1996年逝世）
- 12月2日——詹三原：畫家。
- 12月4日——李湘：演員、瑜珈老師。
- 12月16日——王乾同：政治人物，曾任澎湖縣縣長。
- 12月19日——黃仲生：政治人物，曾任台中縣縣長。

## 逝世
- 5月8日——八田與一，工程師，嘉南大圳設計者及烏山頭水庫建造者。於東海遇難。（1886年出生）
- 9月2日——王敏川，日治時期社會運動參與者，《臺灣青年》記者、臺灣文化協會委員長。（1889年出生）